# انتشارات دانشگاه ییل
انتشارات دانشگاه ییل(به انگلیسی: Yale University Press)یک انتشارات دانشگاهی است که در سال ۱۹۰۸ به وجود آمد و در سال ۱۹۶۱ به یکی از دپارتمان‌های دانشگاه ییل تبدیل شد.
تا تاریخ ۲۰۰۲،‏ هر ساله ۳۰۰ کتاب منتشر می‌کند؛ که از آن میان این کتاب‌ها هشت بار جایزه پولیتزر را برده‌اند.